# Нововасилевка (Мелитопольский район)
Нововаси́левка (укр. Нововасилівка) — посёлок, Мелитопольский район, Запорожская область, Украина.

## Географическое положение
Посёлок Нововасилевка находится на берегах балки и реки Апанлы, ниже по течению примыкает село Новоалександровка. До Обиточного залива Азовского моря 22 километра на юго-восток. В 13 километрах на юго-запад проходит автомобильная дорога М-14 (E 58).
Расстояние до административных центров: 27 километров на запад до Мелитополя — центра Мелитопольского района, 110 километров на северо-запад до Запорожья — центра Запорожской области.

## Население
| 1864 | 1886 | 1970 | 1989 | 2013 |
| ---- | ---- | ---- | ---- | ---- |
| 2307 | 3525 | 3600 | 3304 | 2465 |

## История

### 1823—1916 года
Село было основано в 1823 году 15 семьями государственных крестьян молокан из Тамбовской губернии на месте ногайского поселения Апанлы. В Следующие 20 лет сюда переехало немало государственных крестьян из Владимирской и других губерний Российской империи.
Старое название — Нововасильевка, Ново-Васильевка, Апанлы, Ново-Александровка, Андреевка.
До 1842 года село входило в Мелитопольский уезд, а с 1842 года — в Бердянский уезд Таврической губернии.
Богатые молокане облицовывали кирпичом свои дома. Кирпич возили за 30-40 километров из немецких колоний. К 1850-м годам в селе построили свой кирпичный завод.
В 1864 году в селе располагалось сельское училище, открылась земская начальная школа с одним классом, а в 1873 году открылось второе одноклассное земское училище, и в начале XX века — третье двуклассное.
В 1865 году построена и освящена в честь Пресвятой Троицы каменная церковь с колокольней, построенная на средства казны.
В мае 1884 года в селе прошёл съезд представителей русских баптистских общин, на котором был создан Союз русских баптистов Южной России и Кавказа.
В 1886 году село входило в Ново-Васильевскую волость Бердянского уезд Таврической губернии Было волостное правление, православная церковь, 2 школы, почтовая станция, 9 лавок, чугунно-литейный завод, кирпичный завод. Жители занимались хлебопашеством и виноградарством.
В конце XIX — начале XX веков в селе были кожевенный завод, мельница с газогенераторным двигателем, кустарные мастерские, фельдшерский пункт, аптека, амбулатория. В центре села располагались торговые склады, промышленные предприятия и каменные дома богатых селян, обнесенные кирпичными, железными или деревянными заборами. В окрестностях — саманные дома и землянки бедняков. До 1909 года в селе не было питьевой воды, пользовались дождевой и привозной.

### 1917—1940 года
В декабре 1917 года в селе был создан Совет рабочих и крестьянских депутатов.
С конца апреля по начало ноября 1918 года село было оккупировано австро-германскими войсками. Вывозился хлеб, скот и имущество.
В начале января 1919 года белая армия заняла село. 14 марта части 2-й бригады Первой Заднепровской советской дивизии освободили село. Создан революционный комитет. 9 июля село захватили ВСЮР.
9 января 1920 года советские части конной группы В. М. Примакова освободили село. В начале июня село заняла армия Врангеля. 8 октября кавалерийская группа под командованием Федотова освободила село, но в окрестностях еще действовали махновцы. В октябре открылось три начальные школы, сельбуд, две избы-читальни.
В конце января — начале февраля 1921 года волостные революционным комитетом проведены выборы в сельский и волостной Советы рабочих и крестьянских депутатов. Возникла комсомольская ячейка.
С весны 1922 года действовали 5 трудовых начальных школ, несколько кружков ликбеза. В октябре создана артель имени И. И. Вихляева. В конце года созданы сельхозартели имени Введенского, «Хлебороб», «Согласие» и ТСОЗ «Ясное утро». В 1925—1929 годах возникли новые ТСОЗы — «Приволье», «Рассвет», «Культурный землероб» и другие. В 1929—1930 годах в селе происходила массовая коллективизация. На базе ТСОЗов было создано более 10 сельхозартелей.
В 1925 году село входило в Ново-Васильевский сельсовет Вознесенского района Мелитопольского округа Екатеринославской губернии.
В 1930 году действовало прямое подчинение районов республике. Село входило в Ново-Васильевский район УССР.
На 20 января 1931 года 71 % хозяйств вступили в колхозы. Построена машинно-тракторная станция с 30 тракторами, 15 комбайнами и другой техникой (к 1941 году — 88 тракторов и более 30 комбайнов). При МТС функционировали курсы трактористов, бригадиров и бухгалтеров. Работали завод по производству растительных масел и маслозавод, производивший более 1 тонны животных жиров в сутки..
К началу 1930-х годов постепенно исчезали саманные дома, появлялись каменные. Проведено электричество и радио, сооружена газовая электростанция мощностью 100 киловатт. Построены магазин, несколько колхозных клубов, больница на 30 и кинотеатр на 150 мест, созданы тротуары, разбиты парк, скверы и цветники.
В 1933—1935 годах произошло укрупнение колхозов до 4 — имени Ильича, имени Сталина, имени Калинина и «Путь Ленина». Обрабатывалось 7300 гектаров земли. В 1939 году колхоз имени Сталина был участником Выставки достижений народного хозяйства в Москве.
С 1936 года в селе работала станция юных техников, где занимались юные натуралисты. К 1937 году в селе ликвидирована безграмотность. Работали 4 школы, в том числе одна средняя, к 1940 году построили десятилетнюю школу на 800 учащихся и 30 учителей. К 1941 году в сельской библиотеке имелось 15000 книг.

### 1941—1945 года

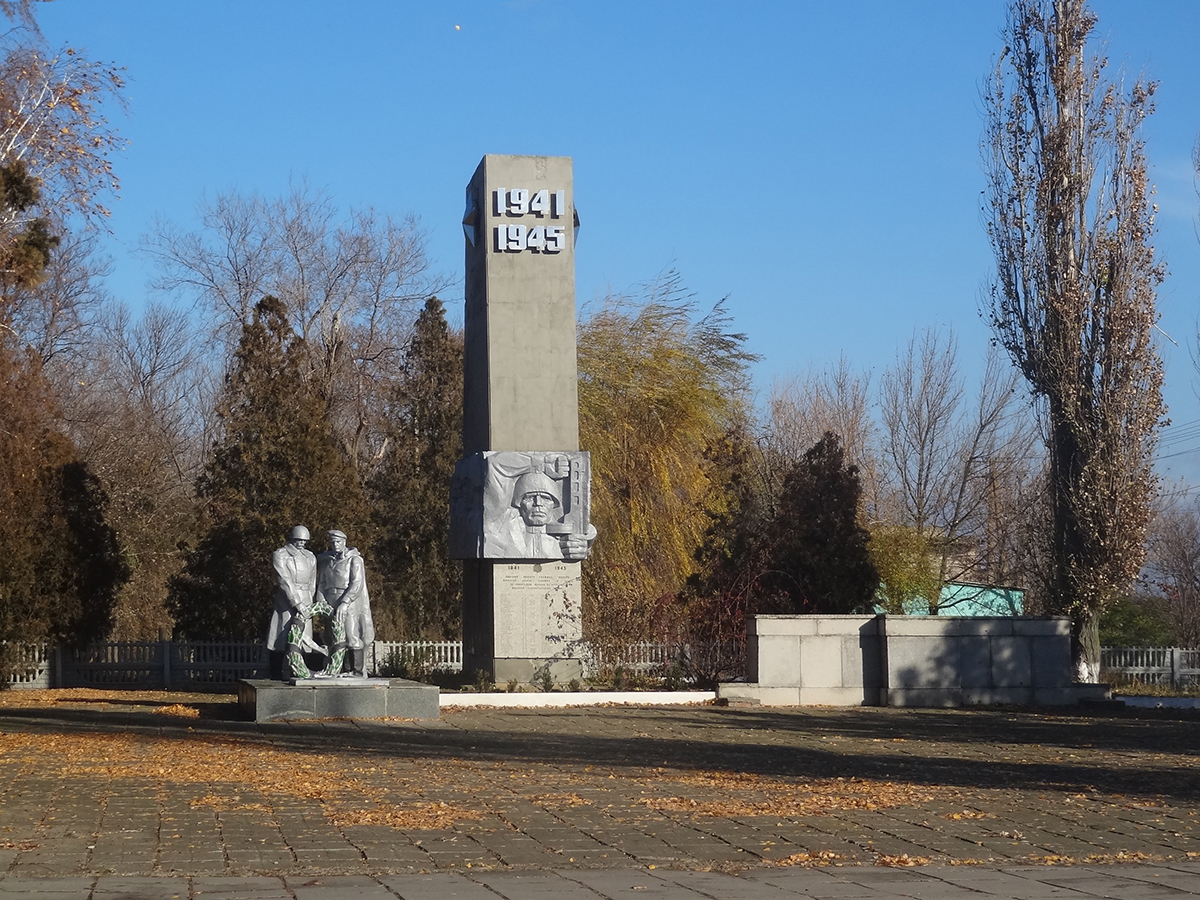
Мемориал в честь воинов, погибших в Великой Отечественной войне, воздвигнутый в 1965 году

В первые дни Великой Отечественной войны на фронт отправилось более тысячи жителей Нововасилевки, автомобили и трактора. С приближением фронта, имущество, скот и технику эвакуировали в глубокий тыл. Население сооружало противотанковые рвы и траншеи.
6 октября 1941 Красная Армия отступила. Село оккупировали войска нацистской Германии. Прекращено обучение в школах, уничтожены библиотечные книги. Сформировалась подпольная ячейка райкома партии, большинство членов которой весной 1942 года были арестованы оккупационными властями и вывезены в Мелитополь, где казнены. Некоторые из них спаслись, перешли линию фронта и влились в ряды Красной Армии.
Когда фронт начал приближаться к селу, немцы вывезли весь скот, много имущества, сожгли 700 жилых домов, электростанцию, МТС, районную больницу, амбулаторию, 5 школ, 5 мельниц, маслозавод, завод по производству растительных масел и другие сооружения. Во время оккупации погибло более 100 человек, 200 — угнано на работы в Германию.
19 сентября 1943 года части 28-й армии Южного фронта освободили село от оккупации. В боях за село погиб 251 человек, их похоронили в трёх братских могилах. На разных фронтах сражалось более 1100 односельчан, более 350 — погибли, более 500 — награждены медалями и орденами. Местный житель Кузьменко Иван Прокофьевич удостоен звания Героя Советского Союза.
В первые месяцы после освобождения восстановили деятельность райком КП(б)У и исполком райсовета. Началось возрождение колхозов, налаживание работы промышленных предприятий, школ, культурно-образовательных и медицинских учреждений. Из четырех довоенных сельхозартелей было создано три. В 1943—1944 годах колхозники сдали в фонд обороны более 10000 центнеров хлеба. Активно проходил сбор средств на строительство боевых самолетов.

### 1946—1990 года
Сразу после войны начал работу завод продовольственных товаров, производивший масло, муку, хлебобулочные изделия, безалкогольные напитки. Заработали маслозавод, комбинат коммунальных предприятий и межколхозное строительное объединение. Построено 16 жилых домов, четыре из них двухэтажные. Сооружен водопровод, протяженностью более 12 километров и насосная станция с водонапорной башней.
К концу 1952 года колхозы села объединились в одну артель имени Калинина, которая обрабатывая 12462 гектара земли. С 1961 года колхоз занимался разведением крупного рогатого скота, свиней, расширилась площадь посевов технических культур. Колхоз построил дом животновода, в котором были столовая, магазин, душевые, комнаты отдыха, фельдшерско-акушерский пункт, 3 яслей. В 1969 году колхоз имел 53 трактора, 34 автомобиля, 18 комбайнов.
В 1957 году присвоен статус «посёлок городского типа».
С 1960 года в селе вымощено 7 километров улиц и 8 погонных метров тротуаров, заложен парк и несколько скверов.
В 1962 года в село начинаются поставки электроэнергии из государственной энергосистемы. Открывается широкоэкранный кинотеатр на 450, пять клубов на 790 и дом культуры на 240 мест.
В 1968 году в селе было 11 магазинов, врачебные кабинеты, поликлиника, больница на 180 мест, 4 медицинских пункта.
В 1969 году работали средняя, восьмилетняя, вечерняя и четыре начальные школы, в которых 58 учителей обучали более 1000 детей. В двух библиотеках находилось 72000 книг. Был организован музей истории села.
23 мая 1978 года Президиум Верховного Совета УССР постановил в целях установления единого написания на русском языке населённых пунктов уточнить наименование поселка городского типа Нововасильевка и впредь именовать его — Нововасилевка.

### 1991 год — н. в.
В 2020 году в результате ликвидации Приазовского района, село вошло в состав Мелитопольского района.

## Экономика
- ООО «Еврисак»
- ОАО «Нововасилевский агротехсервис»
- ООО «Таврическая литейная компания „ТАЛКО“»
- Аптека ЧП «Милар»
- Магазин «Сельмаг»

## Объекты социальной сферы
- Детский сад
- Школа «Гармония»[15]
- Детская художественная[16] и музыкальная школы[17] (в здании колхозной конторы[18])
- Больница
- Библиотека

## Известные люди
- Вихляев И. И. — профессор, уроженец села, советский ученый в области добычи и использования торфа. Принимал активное участие в разработке и осуществлении плана ГОЭЛРО[3].
- Иванов-Клышников Павел Васильевич (1896—1937) — миссионер и сопредседатель Союза баптистов СССР. Репрессирован. Жил в Нововасильевке в 1918—1923 годах.
- Колодин Даниил Иванович — один из основателей села Вольного Полтавского района. В 1908 году с семьёй переселился в Омскую область. Молоканин. Родился в 1870 году в Нововасилевке[источник не указан 366 дней].
- Колодин И. В. — участник ВСХВ. За высокие трудовые достижения награжден медалью «За трудовую доблесть»[3].

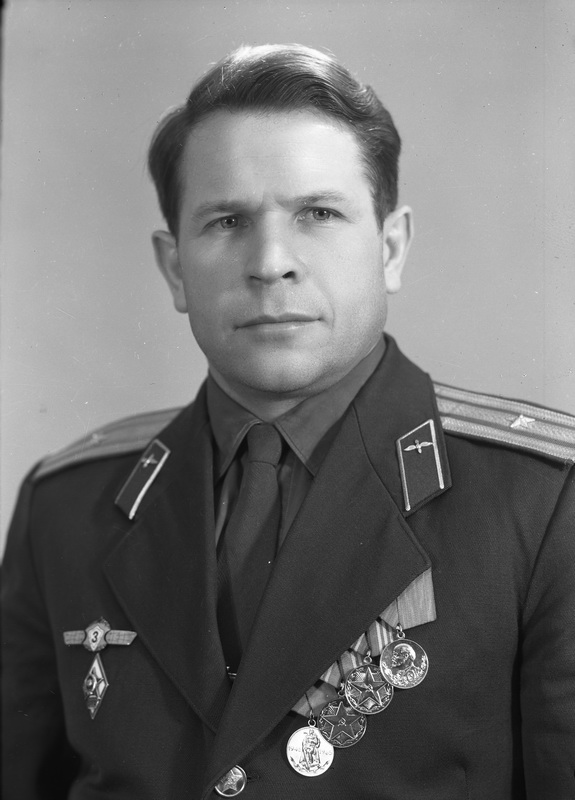
П. Колодин

- Колодин Пётр Иванович (1930—2021) — дублёр в 1963—1986 годах в отряде космонавтов СССР . Например, у Алексея Леонова во время его первого выхода в космос. Так и не совершил полёт в космос, хотя в 1971 году в составе первого экипажа (Леонов, Кубасов и Колодин) готовился к полету на «Союзе-11», однако госкомиссия решила, что полетит дублирующий экипаж, а Леонову, Кубасову и Колодину — быть дублёрами. Родился 23 сентября 1930 года в Нововасилевке.
- Кузьменко Иван Прокофьевич (1920—2006) — Герой Советского Союза. 31 мая 1945 года за «образцовое выполнение боевых заданий командования и проявленные при этом мужество и героизм» старший лейтенант Иван Кузьменко был удостоен высокого звания Героя Советского Союза и ордена Ленина. Родился в Нововасилевке (Новоалександровке) 29 декабря 1920 года.[3][19].

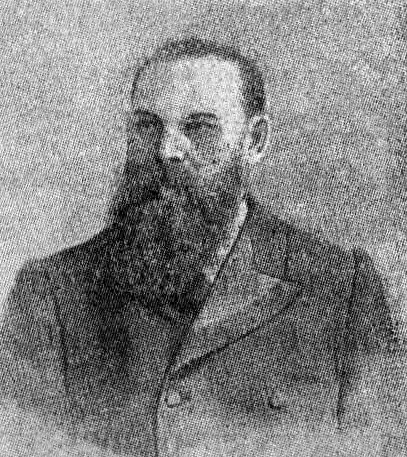
Д. Мазаев

- Мазаев Дей Иванович (1855—1922) — председатель Союза баптистов России. Родился в семье зажиточных молокан в Нововасилевке. В 1884 году принял крещение от баптистов. В 1886 году на III съезде Союза баптистов как проповедник и организатор (пресвитер поместной церкви) был избран заместителем председателя, а на IV съезде в 1888 году — председателем Союза баптистов и переизбирался до 1909 года. Во время Гражданской войны стал беженцем.
- Попов М. С — активный организатор советской власти в селе, командир красной армии. Героически погиб в годы Гражданской войны[3].

## Галерея

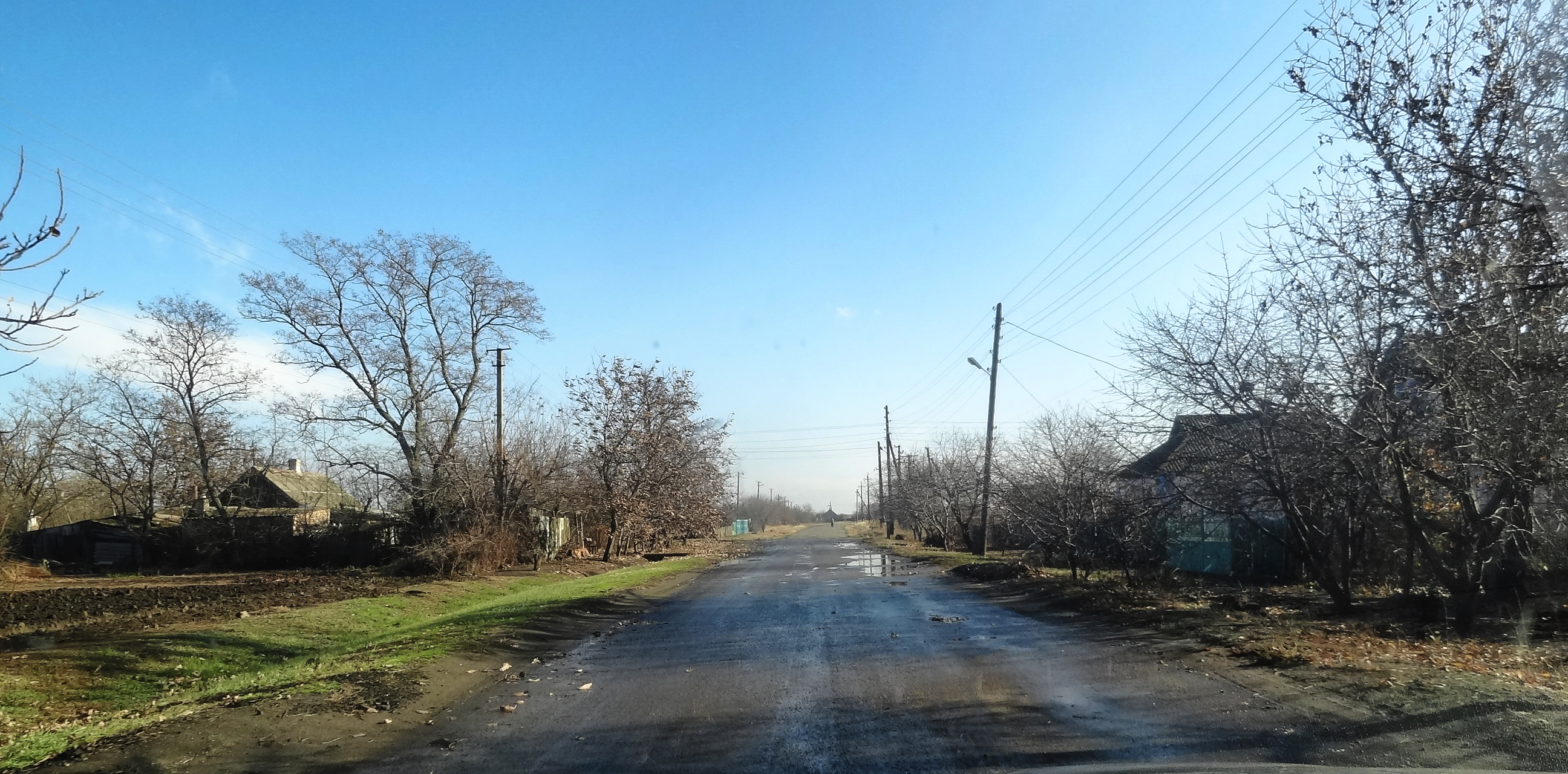
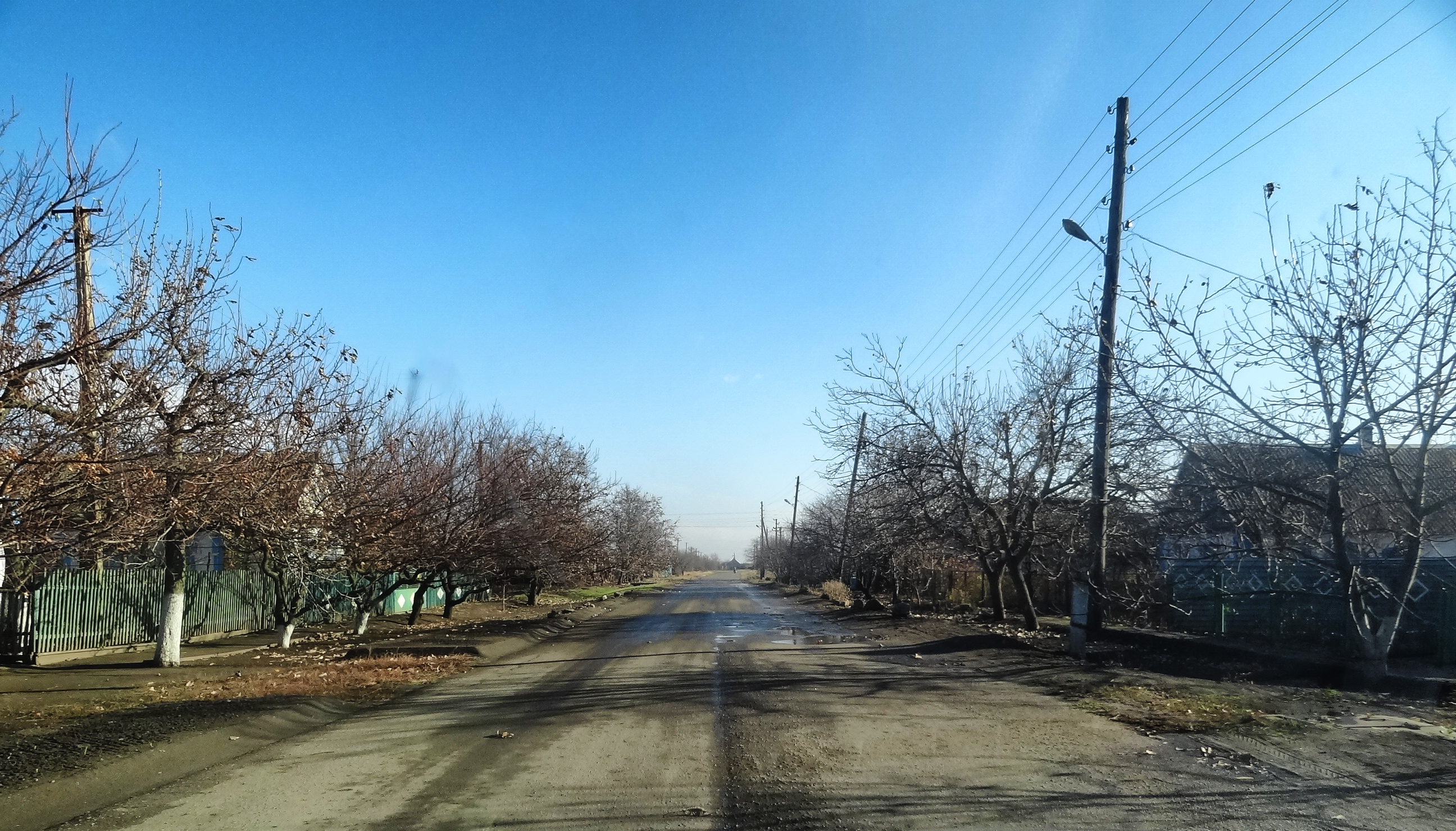